# Marco Polo (navire)
Pour les articles homonymes, voir Marco Polo (homonymie).
Le navire Marco Polo est un clipper trois-mâts carré lancé en 1851 à Saint-Jean (Nouveau-Brunswick) au Canada. Son nom de baptême « Marco Polo » évoque le célèbre explorateur originaire de Venise.
Le clipper mesurait 56,08 m avec une poutre de 10,97 m, déplaçait près de 1 500 tonnes et avait trois ponts.

## Historique
À son lancement, le 17 avril 1851, au chantier naval de James Smith, situé à l'entrée du ruisseau Marsh Creek sur la baie Courtney, la quille frappe un banc de boue et le navire se couche sur un côté, blessant plusieurs ouvriers. Le 22 avril, le navire est redressé sans trop de dégâts, mais en raison de sa grandeur, il s'échoue encore à Marsh Creek où il reste pendant deux semaines. 
Il est supposé que lors de ces incidents sa quille a été affectée, ce qui l'aidera à établir ultérieurement ses records de vitesse.
Ainsi, pendant l'été de 1851, le Marco Polo navigue de Saint-Jean à Liverpool en Angleterre, avec une cargaison du bois, en seulement 15 jours.
En 1852, le navire est acheté par la compagnie Black Ball Line qui le fait aménager pour transporter les passagers entre Liverpool et l'Australie. Cette année-là, le Marco Polo navigue de Liverpool à Port Phillips Head, en Australie en 76 jours seulement. Après avoir passé trois semaines au port, il effectue le voyage de retour en autant de jours. Le voyage aller-retour a donc été fait en cinq mois et 21 jours (le précédent record était d'un peu moins de six mois).
En 1867, le Marco Polo est réaménagé pour faire du transport marchand. Le 22 juillet 1883, dans un voyage au Québec, le navire a des voies d'eau consécutives à un orage au large de la côte nord de l'Île-du-Prince-Édouard. Ses pompes n'évacuant pas l'eau assez vite, l'équipage est contraint de l'échouer sur une plage à Cavendish.  Ses mâts sont coupés pour qu'il ne soit pas traîné sur la plage, mais une tempête un mois plus tard le détruit en plusieurs morceaux.
Aujourd'hui, l'endroit du naufrage situé dans les eaux du Parc national de l'Île-du-Prince-Édouard est un lieu historique et touristique du Canada.

## En littérature
Lucy Maud Montgomery, à l'âge de 16 ans, écrivit Le Naufrage du « Marco Polo » (anglais: The Wreck of the « Marco Polo »).